# Музей Феликса Мендельсона Бартольди
Музей Феликса Мендельсона Бартольди (нем. Museum im Mendelssohn-Haus) — посвящённый Феликсу Мендельсону Бартольди музей, расположенный в немецком городе Лейпциг в федеральной земле Саксония. Последнее и единственное дошедшее до наших дней место жительства композитора.
Просторную восьмикомнатную квартиру на втором этаже позднеклассицистического здания 1844 года постройки Мендельсон Бартольди снял в 1845 году и проживал здесь с семьёй вплоть до своей смерти 4 ноября 1847 года.
В музее, открытом по инициативе Курта Мазура и Фонда имени Феликса Мендельсона Бартольди (нем. Felix-Mendelssohn-Bartholdy-Stiftung) к 150-летию смерти композитора в 1997 году, воссоздана оригинальная обстановка первой половины XIX века. На экспозиции представлены принадлежавшие Мендельсону Бартольди мебель, письма, нотные черновики, а также многочисленные акварели, созданные им во время заграничных поездок. Рабочая комната документирует атмосферу, в которой среди прочего была создана оратория «Илия» (1846). Тематизируются место и значение композитора в городской истории Лейпцига, а также его роль в становлении профессионального музыкального образования. Так, в бывшем обеденном зале показаны современные Феликсу Мендельсону Бартольди виды города, и на первом этаже — макет первого Гевандхауса, руководителем которого он был. Музыкальный салон служит местом проведения традиционных воскресных концертов.
В феврале 2014 года музей был расширен за счёт переустройства помещений на первом этаже, где среди прочего в так называемом эффекториуме можно примерить на себя роль дирижёра и движением дирижёрской палочки руководить звучанием виртуального оркестра. В 2017 году постоянная выставка была пополнена экспозицией, посвящённой сестре композитора Фанни Хензель и деятельности Курта Мазура.
Музей входит в структуру Фонда имени Феликса Мендельсона Бартольди и, как особо ценное национальное достояние, включён в так называемую Голубую книгу — список наиболее значимых культурных учреждений на востоке Германии. С 2005 года Музей Ф. Мендельсона Бартольди является членом Рабочей группы немецких музеев музыкантов (нем. Arbeitsgemeinschaft Musikermuseen in Deutschland).